# 南朝鮮革命史跡館
南朝鮮革命史跡館（みなみちょうせんかくめいしせきかん）は、朝鮮民主主義人民共和国に所在する史跡館。

## 概要
2つの建物から成る。「対南工作」の任務にあたり、韓国（大韓民国）で亡くなった北朝鮮工作員の写真などを展示している。祖国統一事業に貢献する工作員を顕彰する施設。2つの建物のあいだに金日成像がある。

## 周辺環境・所在地
平壌直轄市龍城区域に所在する。金正日政治軍事大学からは北東へ約4キロメートルの地点にあり、周囲には韓国や日本から拉致されてきた人びとの住宅がある。住民が金正日政治軍事大学に通勤する際にはバスが用いられる。

### 書籍
- 安明進 著、金燦 訳『北朝鮮拉致工作員』徳間書店〈徳間文庫〉、2000年3月。ISBN 978-4198912857。
- 安明進 著、太刀川正樹 訳『新証言・拉致』廣済堂出版、2005年4月。ISBN 4-331-51088-3。

### 雑誌・MOOK
- 『横田めぐみは生きている 安明進が暴いた日本人拉致の陰謀』講談社〈講談社MOOK〉、2003年4月。ISBN 4-06-179395-0。